# Anne fra Grønnebakken
Anne fra Grønnebakken (engelsk: Anne of Green Gables) er en roman fra 1908 af den canadiske forfatter Lucy Maud Montgomery. Fortællingen foregår i slutningen af 1800-tallet på Prince Edward Island i Canada. Anne fra Grønnebakken har solgt mere end 50 millioner eksemplarer. 
Bøgerne ligger til grund for flere tv-serier, film og musicals. Montgomery skrev flere romaner og noveller.

## Plot
Marilla og Matthew Cuthbert er et gammelt søskendepar, der bor på en gård i byen Avonlea. De beslutter at adoptere en dreng, som kan hjælpe til på gården, men af forskellige årsager får de den 11-årige Anne Shirley i stedet. Men da Anne er kvik, bliver hun på gården, hvor hun gør sit bedste for at hjælpe. Bogen følger hendes skolegang, livet i Avonlea og Annes drøm om at blive lærer. Historien følger også Annes venskab og med rivalen Gilbert Blythe, der driller hende med hendes røde hår og temperament, og hendes hjerteveninde Diana Barry.
Bogen følger Anne fra hun er 11 til 16 år.

## Anne-bøgerne
- Anne fra Grønnebakken (Anne of Green Gables, 1908)
- Anne bliver lærer (Anne of Avonlea, 1909)
- Drømmen går i opfyldelse (Anne of the Island, 1915)
- Anne på egne ben (Anne of Windy Poplars, 1936)
- Anne i drømmehuset (Anne's House of Dreams, 1917)
- Anne som mor (Anne of Ingleside, 1939)
- Anne – Regnbuedalen (Rainbow Valley, 1919)
- Anne – Børnene flyver fra reden (Rilla of Ingleside, 1921)

Bøgerne følger Anne Shirley fra hun er 11, til hun er 53. Derudover skrev Montgomery novellesamlingerne Chronicles of Avonlea i 1912 og Further Chronicles of Avonlea i 1920, hvor Anne Shirley optræder eller omtales i enkelte af novellerne. Desuden skrev Montgomery The Blythes Are Quoted umiddelbart før sin død i 1942, men den blev først udgivet i 2009. Endelig har Budge Wilson med tilladelse fra Montgomerys arvinger skrevet Before Green Gables i 2008.